# Ilha de calor

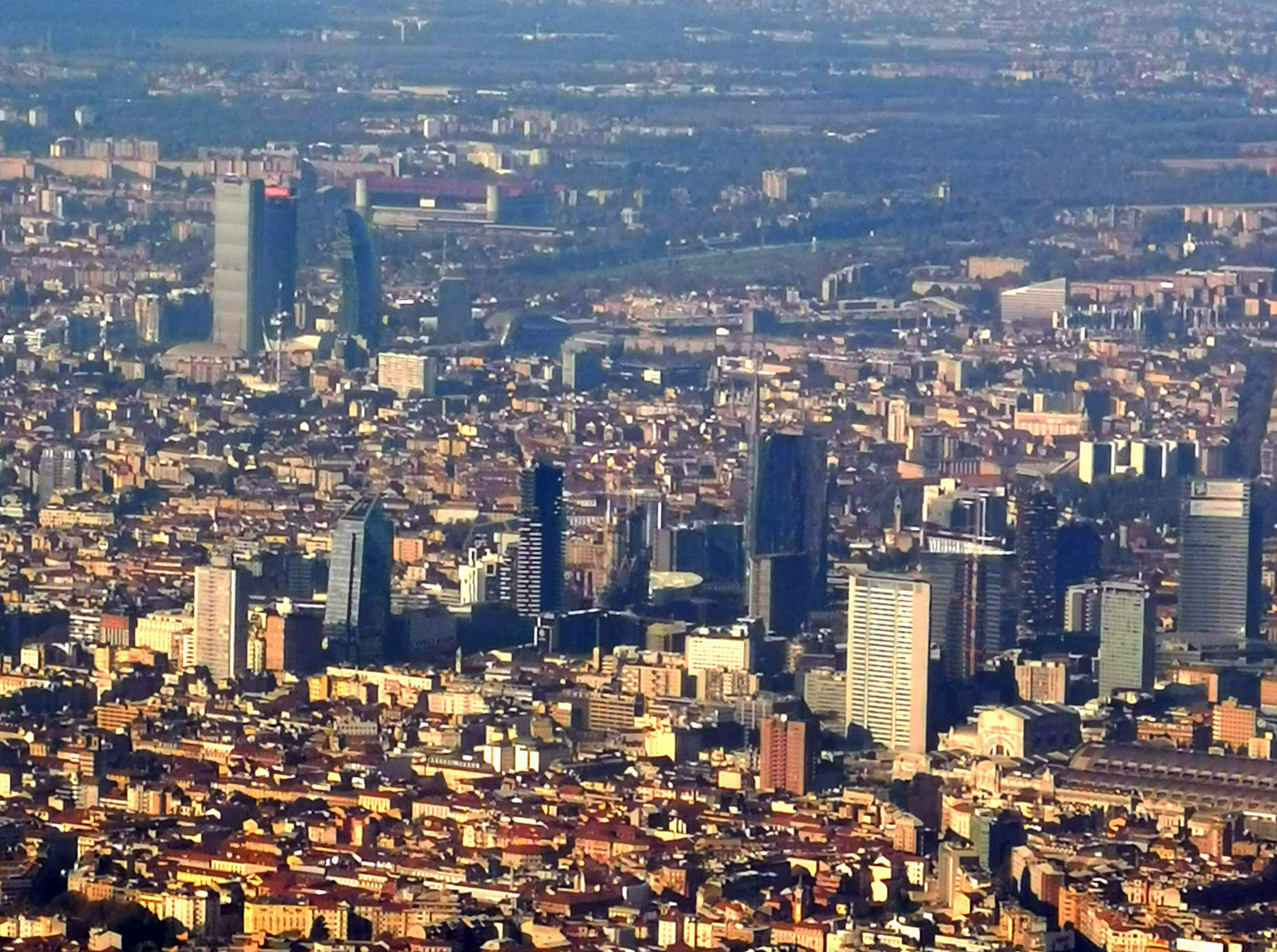
Exemplo de vida urbana densa sem espaços verdes que leva a um efeito pronunciado de ilha de calor urbana (Milão, Itália)

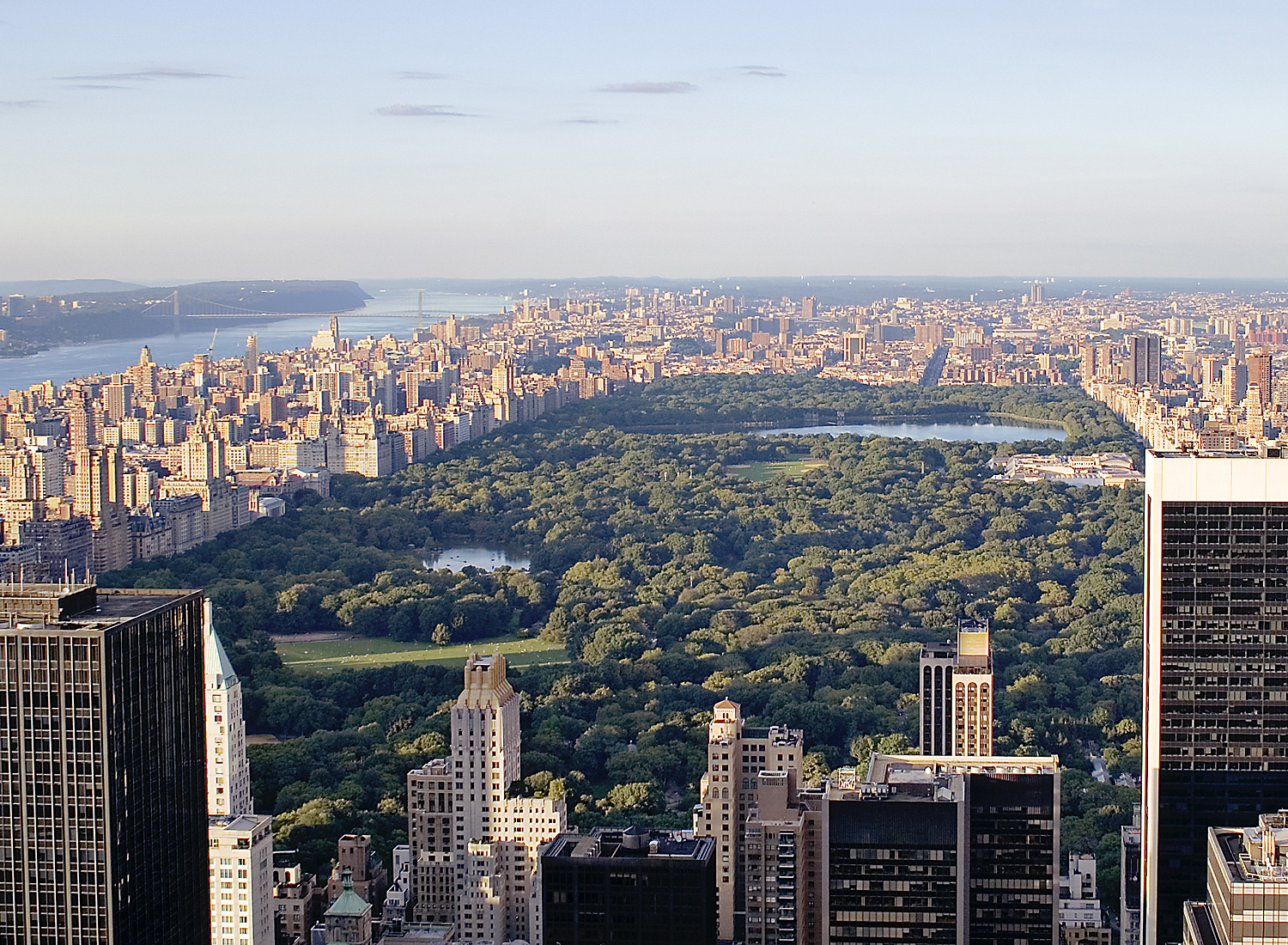
Exemplo de um espaço verde no centro da cidade que pode reduzir o efeito de ilha de calor urbana (Central Park, Nova York)

Áreas urbanas geralmente sofrem o efeito da ilha de calor (IC), ou seja, são significativamente mais quentes do que as áreas rurais vizinhas. A diferença de temperatura é geralmente maior à noite do que durante o dia, e é mais aparente quando os ventos são fracos, em condições de bloqueio, notavelmente durante o verão e o inverno. A principal causa do efeito IC é a modificação das superfícies terrestres, enquanto o calor residual gerado pelo uso de energia é um contribuinte secundário. As áreas urbanas ocupam cerca de 0,5% da superfície terrestre da Terra, mas abrigam mais da metade da população mundial. À medida que um centro populacional cresce, ele tende a expandir sua área e aumentar sua temperatura média. O termo ilha de calor também é usado; o termo pode ser usado para se referir a qualquer área que seja relativamente mais quente do que a área circundante, mas geralmente se refere a áreas perturbadas pelo homem.
A precipitação mensal é maior a favor do vento nas cidades, em parte devido à IC. O aumento do calor nos centros urbanos aumenta a duração das estações de cultivo e diminui a ocorrência de tornados fracos. A IC diminui a qualidade do ar ao aumentar a produção de poluentes como o ozônio, e diminui a qualidade da água à medida que águas mais quentes fluem para os riachos da área e colocam pressão em seus ecossistemas.
Nem todas as cidades têm uma ilha de calor urbana distinta, e as suas características dependem fortemente do clima de fundo da área em que a cidade está localizada. O impacto em uma cidade pode mudar muito com base no ambiente local. O calor pode ser reduzido pela cobertura de árvores e espaços verdes que atuam como fontes de sombra e promovem o resfriamento evaporativo. Outras opções incluem telhados verdes, aplicações passivas de resfriamento radiativo diurno e o uso de superfícies de cores mais claras e materiais de construção menos absorventes. Elas refletem mais luz solar e absorvem menos calor.
As alterações climáticas não são a causa das ilhas de calor urbanas, mas estão a causar ondas de calor mais frequentes e intensas, que por sua vez amplificam o efeito de ilha de calor urbana nas cidades.:993 O desenvolvimento urbano compacto e denso pode aumentar o efeito de ilha de calor urbana, levando a temperaturas mais elevadas e a uma maior exposição.

## Definição
Uma definição de ilha de calor é: "O calor relativo de uma cidade em comparação com as áreas rurais circundantes.":2926Este calor relativo é causado pela "retenção de calor devido ao uso do solo, à configuração e ao design do ambiente construído, incluindo o traçado das ruas e o tamanho dos edifícios, às propriedades de absorção de calor dos materiais de construção urbana, à ventilação reduzida, à redução da vegetação e das características da água, e às emissões de calor domésticas e industriais geradas diretamente pelas atividades humanas".:2926

## Descrição

Mecanismo do efeito de ilha de calor urbana: áreas centrais densamente construídas tendem a ser mais quentes do que áreas residenciais suburbanas ou áreas rurais.

### Variabilidade diurna
Em termos gerais, a diferença de temperatura entre a área urbana e a área rural circundante é mais pronunciada à noite do que durante o dia. Por exemplo, nos Estados Unidos, a temperatura nas áreas urbanas tende a ser mais quente do que na área circundante em cerca de 0,6-4 °C durante o dia e cerca de 1-3 °C à noite. No entanto, a diferença é mais pronunciada durante o dia em climas áridos, como os do sudeste da China e de Taiwan. Estudos têm demonstrado que a variabilidade diurna é impactada por vários fatores, incluindo clima e tempo locais, sazonalidade, humidade, vegetação, superfícies e materiais no ambiente construído.

### Variabilidade sazonal
A variabilidade sazonal é menos bem compreendida do que a variabilidade diurna. As relações complexas entre precipitação, vegetação, radiação solar e materiais de superfície em várias zonas climáticas locais desempenham papéis interligados que influenciam os padrões sazonais de variação de temperatura em uma ilha de calor urbana específica.

## Medições e previsões

### Índice de Ilha de Calor Urbana (ICUU)

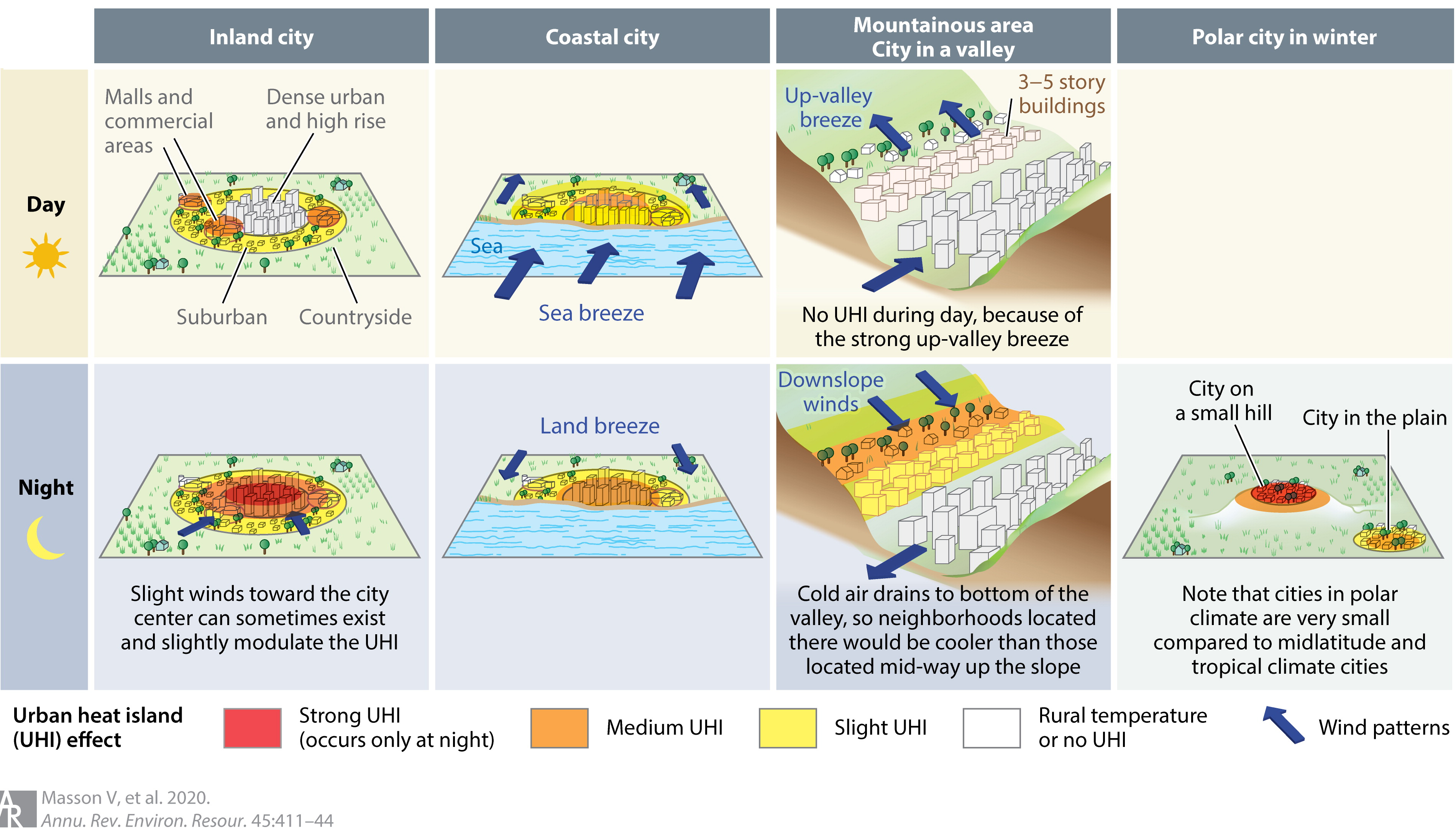
As cidades geralmente sofrem efeitos mais fortes de ilhas de calor urbanas à noite; os efeitos podem variar de acordo com a localização e a topografia das áreas metropolitanas.

Um método para quantificar o efeito da IC em áreas urbanas é o Índice IC criado pela EPA da Califórnia em 2015. Ele compara a temperatura de uma área pesquisada e de pontos de referência rurais a favor do vento da área pesquisada, a uma altura de dois metros acima do nível do solo. A diferença de temperatura em graus Celsius é medida a cada hora e as diferenças com o aumento da temperatura urbana em comparação aos pontos de referência são somadas, criando uma quantidade de graus Celsius-hora, que é o Índice IC da área pesquisada. A medida de Celsius-hora pode ser calculada em média ao longo de muitos dias, mas é especificada como Celsius-hora por dia médio.
O índice foi criado para estimar o uso esperado de ar condicionado e as emissões de gases de efeito estufa resultantes na Califórnia. O índice não considera valores ou diferenças na velocidade do vento, humidade ou influxo solar, que podem influenciar a temperatura percebida ou o funcionamento dos aparelhos de ar condicionado.

### Modelos e simulações
Se uma cidade ou vila tiver um bom sistema de observação meteorológica, a IC pode ser medida diretamente. Uma alternativa é usar uma simulação complexa do local para calcular a IC, ou usar um método empírico aproximado.
Leonard O. Myrup publicou o primeiro tratamento numérico abrangente para prever os efeitos da ilha de calor urbana (IC) em 1969. Descobriu-se que o efeito de ilha de calor é o resultado líquido de vários processos físicos concorrentes. Em geral, a evaporação reduzida no centro da cidade e as propriedades térmicas dos materiais de construção e pavimentação da cidade são os parâmetros dominantes. Os ambientes de simulação modernos incluem o ENVI-met, que simula todas as interações entre as superfícies dos edifícios e do solo, as plantas e o ar ambiente.

## Causas

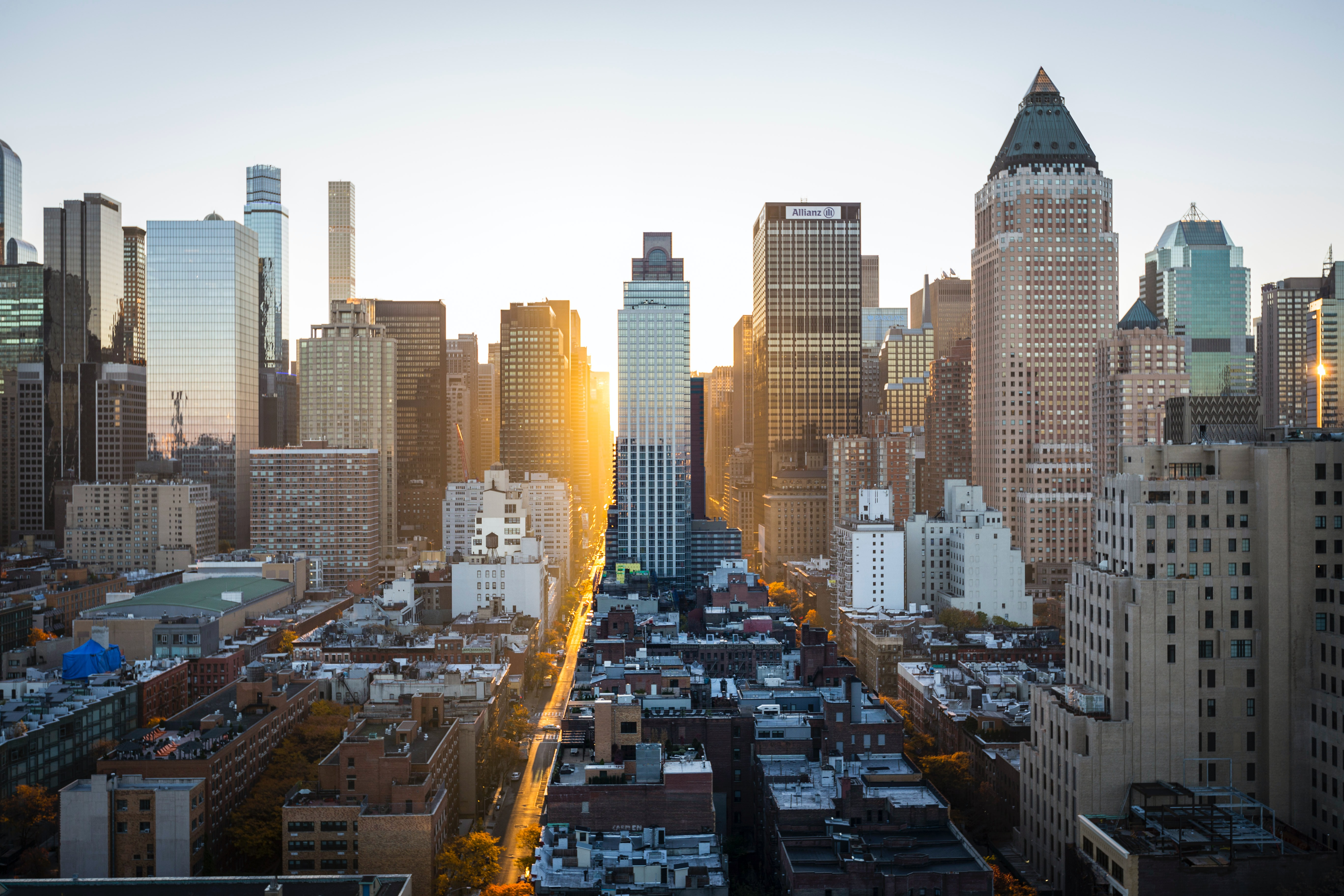
Exemplo de vida urbana densa: Prédios altos de Manhattan durante o pôr do sol

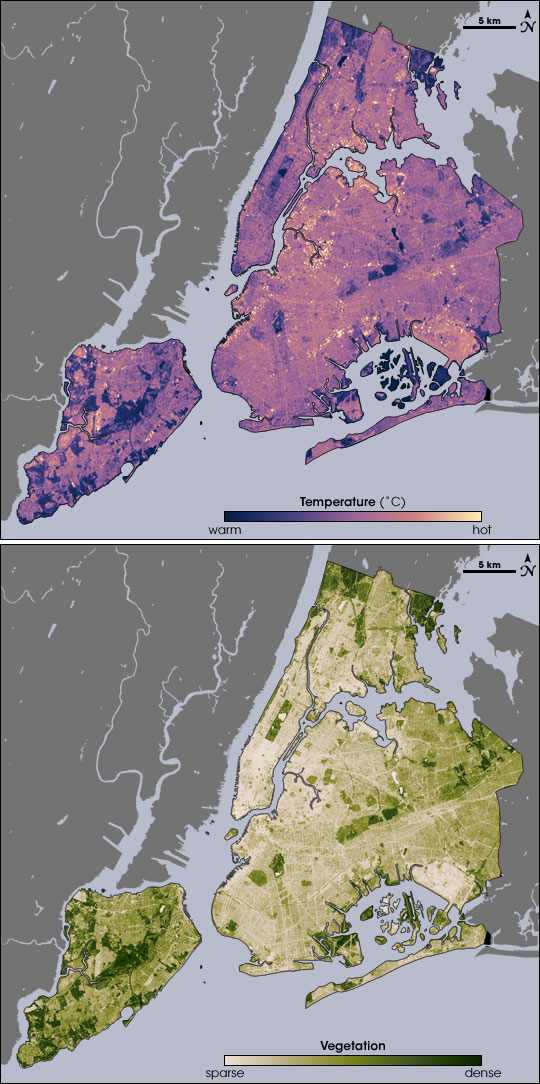
Localização térmica (acima) e da vegetação (abaixo) ao redor da cidade de Nova York via imagens de satélite infravermelho. Uma comparação das imagens mostra que onde a vegetação é densa, as temperaturas são mais baixas.

### Desenho urbano
Existem várias causas de uma ilha de calor urbana (IC) relacionadas a aspectos comuns do design urbano. Por exemplo, as superfícies escuras absorvem significativamente mais radiação solar, o que faz com que as concentrações urbanas de estradas e edifícios aqueçam mais do que as áreas suburbanas e rurais durante o dia; os materiais comumente usados em áreas urbanas para pavimentação e telhados, como concreto e asfalto, têm propriedades térmicas em massa (incluindo capacidade de calor e condutividade térmica) e propriedades radiativas de superfície (albedo e emissividade) significativamente diferentes das áreas rurais circundantes. Isto provoca uma alteração no orçamento energético da área urbana, conduzindo frequentemente a temperaturas mais elevadas do que as das áreas rurais circundantes.
Os passeios, os parques de estacionamento, as estradas ou, de um modo mais geral, as infraestruturas de transporte contribuem significativamente para o efeito de ilha de calor urbana. Por exemplo, a infraestrutura de pavimentação é um dos principais contribuintes para o calor urbano durante as tardes de verão em Phoenix, Estados Unidos.
Outra razão importante é a falta de evapotranspiração (por exemplo, devido à falta de vegetação) nas áreas urbanas. O Serviço Florestal dos EUA descobriu em 2018 que as cidades dos Estados Unidos estão perdendo 36 milhões de árvores a cada ano. Com a diminuição da quantidade de vegetação, as cidades também perdem a sombra e o efeito de resfriamento evaporativo das árvores.
Outras causas da IC são devidas a efeitos geométricos. Os edifícios altos em muitas áreas urbanas fornecem múltiplas superfícies para reflexão e absorção da luz solar, aumentando a eficiência com que as áreas urbanas são aquecidas. Isso é chamado de "desfiladeiro urbano". Outro efeito das construções é o bloqueio do vento, o que também inibe o resfriamento por convecção e impede a dissipação de poluentes. O calor residual proveniente de automóveis, ar condicionado, indústria e outras fontes também contribui para a IC.
As ilhas de calor podem ser afetadas pela proximidade de diferentes tipos de cobertura de solo, de modo que a proximidade de terras áridas faz com que as terras urbanas se tornem mais quentes e a proximidade da vegetação as torna mais frias.

### Poluição do ar
Altos níveis de poluição atmosférica em áreas urbanas também podem aumentar a IC, uma vez que muitas formas de poluição alteram as propriedades radiativas da atmosfera. A ilha de calor não só aumenta as temperaturas urbanas como também aumenta as concentrações de ozono, porque o ozono é um gás com efeito de estufa cuja formação irá acelerar com o aumento da temperatura.

### As alterações climáticas como amplificador
As mudanças climáticas não são uma causa, mas um amplificador do efeito de ilha de calor urbana. O Sexto Relatório de Avaliação do IPCC de 2022 resumiu a pesquisa disponível da seguinte forma: "As mudanças climáticas aumentam os riscos de estresse térmico nas cidades [...] e amplificam a ilha de calor urbana nas cidades asiáticas em 1,5 °C e 2 °C, ambos substancialmente maiores do que nos climas atuais [...].":66
O relatório prossegue dizendo: "Num mundo em aquecimento, o aumento da temperatura do ar piora o efeito de ilha de calor urbana nas cidades. Um risco fundamental são as ondas de calor nas cidades que provavelmente afetarão metade da futura população urbana global, com impactos negativos na saúde humana e na produtividade económica.":993
Existem interações inúteis entre o calor e a infraestrutura construída: essas interações aumentam o risco de estresse térmico para as pessoas que vivem nas cidades.:993

## Impactos

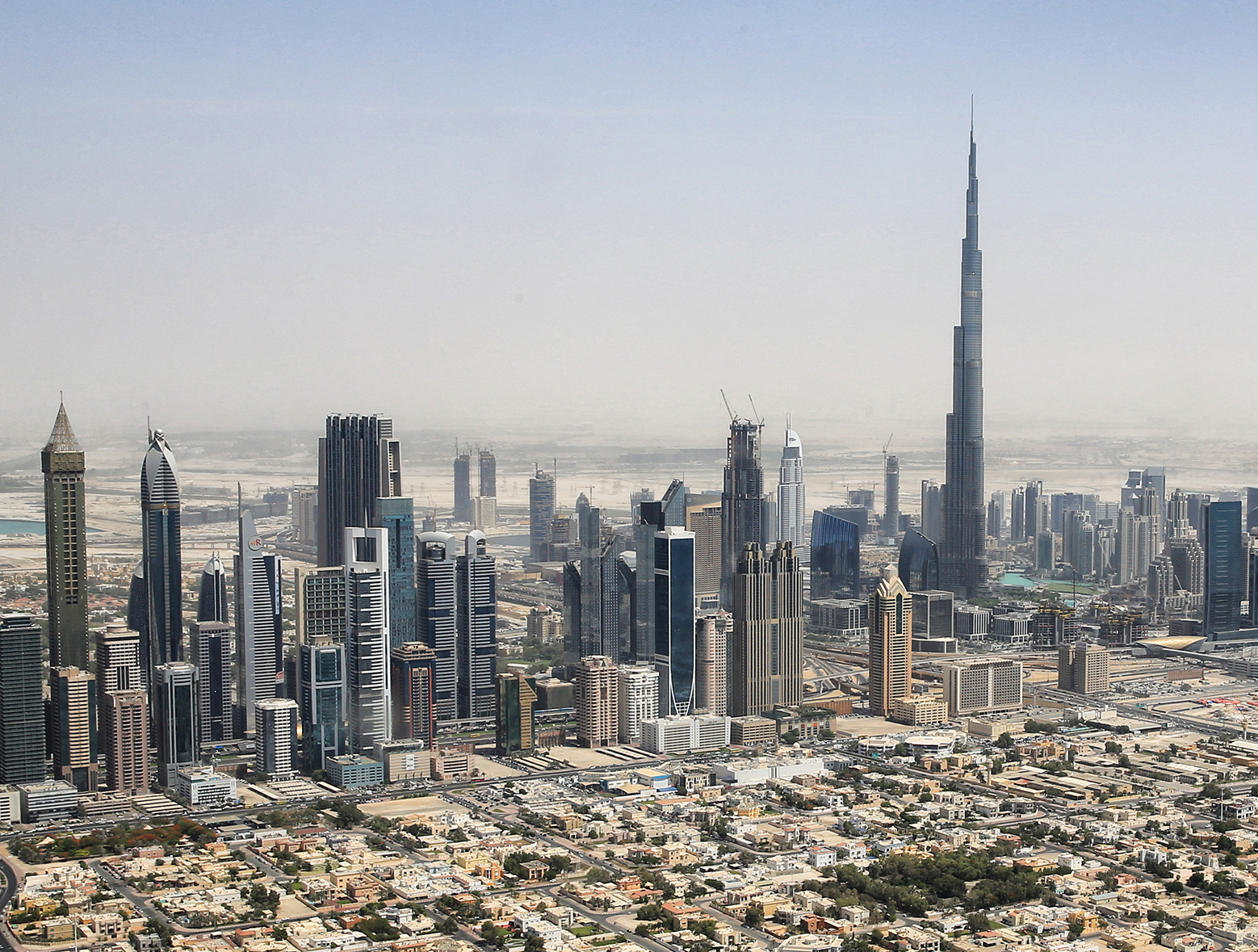
Exemplo de urbanização: Dubai

### Sobre o clima e o tempo
Além do efeito na temperatura, as ilhas de calor podem produzir efeitos secundários na meteorologia local, incluindo a alteração dos padrões de vento locais, o desenvolvimento de nuvens e neblina, a humidade e as taxas de precipitação. O calor extra fornecido pela IC leva a um maior movimento ascendente, o que pode induzir mais atividades de chuva e tempestades. Além disso, a ilha de calor cria durante o dia uma área local de baixa pressão onde o ar relativamente úmido do seu entorno rural converge, possivelmente levando a condições mais favoráveis à formação de nuvens. As taxas de precipitação a favor do vento nas cidades aumentam entre 48% e 116%. Em parte como resultado deste aquecimento, a precipitação mensal é cerca de 28% maior entre 32 e 64 quilômetros a favor do vento das cidades. Algumas cidades apresentam um aumento total de precipitação de 51%.
Um estudo concluiu que as cidades alteram o clima em áreas duas a quatro vezes maiores do que a sua própria. Uma comparação de 1999 entre áreas urbanas e rurais propôs que os efeitos das ilhas de calor têm pouca influência nas tendências globais da temperatura média. Outros sugeriram que as ilhas de calor urbanas afectam o clima global através do impacto na corrente de jacto.

### Sobre a saúde humana
As ICs têm o potencial de influenciar diretamente a saúde e o bem-estar dos moradores urbanos. Como elas são caracterizadas pelo aumento da temperatura, podem potencialmente aumentar a magnitude e a duração das ondas de calor dentro das cidades. O número de indivíduos expostos a temperaturas extremas é aumentado pelo aquecimento induzido por este fenômeno. O efeito nocturno das ICs pode ser particularmente prejudicial durante uma onda de calor, uma vez que priva os residentes urbanos do alívio fresco encontrado nas áreas rurais durante a noite.
Foi relatado que o aumento das temperaturas causa doenças causadas pelo calor, como insolação, exaustão pelo calor, síncope pelo calor e cãibras pelo calor.

O calor extremo é a forma mais mortal de clima nos EUA. De acordo com um estudo da Professora Terri Adams-Fuller, as ondas de calor matam mais pessoas nos EUA do que furacões, inundações e tornados juntos.

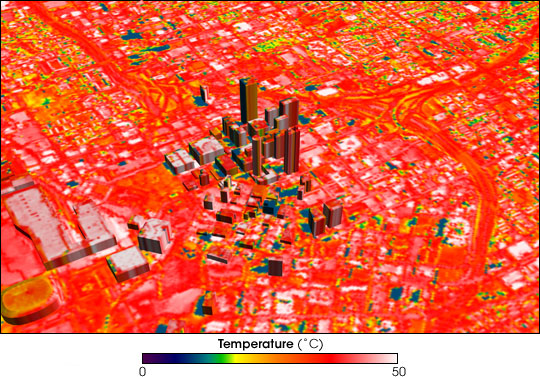
Imagem de Atlanta, Geórgia, mostrando a distribuição da temperatura, com o azul mostrando temperaturas frias, o vermelho quente e as áreas quentes aparecendo em branco

A exposição ao calor pode ter efeitos adversos na saúde mental. O aumento da temperatura pode contribuir para o aumento da agressão, bem como para mais casos de violência doméstica e abuso de substâncias. O calor intenso também pode ter impacto negativo no desempenho escolar e na educação. De acordo com um estudo realizado por Hyunkuk Cho, da Universidade de Yeungnam, um aumento no número de dias com calor extremo por ano está relacionado com uma diminuição nas pontuações dos testes dos alunos.
A alta intensidade das ilhas de calor está correlacionada com o aumento das concentrações de poluentes atmosféricos que se acumulam à noite, o que pode afetar a qualidade do ar no dia seguinte. Esses poluentes incluem compostos orgânicos voláteis, monóxido de carbono, óxidos de nitrogênio e partículas. A produção destes poluentes combinada com as temperaturas mais elevadas nas ICs pode acelerar a produção de ozônio. O ozônio na superfície é considerado um poluente prejudicial. Estudos sugerem que o aumento das temperaturas nas ilhas de calor pode aumentar os dias poluídos, mas também observam que outros fatores (por exemplo, pressão do ar, cobertura de nuvens, velocidade do vento) também podem ter efeito na poluição.
Estudos de Hong Kong descobriram que as áreas da cidade com ventilação urbana exterior mais precária tendem a ter efeitos de ilha de calor urbana mais fortes e apresentam uma mortalidade por todas as causas significativamente mais elevada em comparação com as áreas com melhor ventilação. Outro estudo que empregou métodos estatísticos avançados na cidade de Babol, no Irã, revelou um aumento significativo na Intensidade da Ilha de Calor Urbana de Superfície (IICUS) de 1985 a 2017, influenciada pela direção geográfica e pelo tempo. Esta pesquisa, que melhora a compreensão das variações espaciais e temporais da IICUS, enfatiza a necessidade de um planejamento urbano preciso para mitigar os impactos na saúde das ilhas de calor urbanas. As ICs de superfície são mais proeminentes durante o dia e são medidos usando a temperatura da superfície terrestre e sensoriamento remoto.

### Sobre corpos d’água e organismos aquáticos
As ilhas de calor também prejudicam a qualidade da água. Pavimentos e superfícies de telhados quentes transferem o excesso de calor para as águas pluviais, que então são drenadas para os esgotos e aumentam a temperatura da água ao serem liberadas em córregos, rios, lagoas e lagos. Além disso, o aumento da temperatura dos corpos d’água urbanos leva a uma diminuição da biodiversidade na água. Por exemplo, em agosto de 2001, as chuvas em Cedar Rapids, Iowa, provocaram um aumento de 10.5 °C no riacho próximo em uma hora, resultando em uma mortandade de peixes que afetou cerca de 188 espécimes. Como a temperatura da chuva estava relativamente fria, as mortes podem ser atribuídas ao pavimento quente da cidade. Eventos semelhantes foram documentados no Centro-Oeste americano, bem como no Oregon e na Califórnia. Mudanças rápidas de temperatura podem ser estressantes para os ecossistemas aquáticos.
Com a temperatura dos edifícios próximos às vezes atingindo uma diferença de mais de 28 °C da temperatura do ar próximo à superfície, a precipitação aquece rapidamente e escoa para riachos, lagos e rios próximos (ou outros corpos d'água), causando poluição térmica excessiva. O aumento da poluição térmica tem o potencial de aumentar a temperatura da água em cerca de  11 a 17 °C. Este aumento faz com que as espécies de peixes que ali vivem sofram estresse térmico e choque devido à rápida mudança de temperatura do seu habitat.
Os pavimentos permeáveis podem reduzir esses efeitos ao percolar a água através do pavimento para áreas de armazenamento subterrâneas, onde ela pode ser dissipada por absorção e evaporação.

### Sobre animais
Espécies que colonizadoras podem usar as condições fornecidas pelas ilhas de calor urbanas para prosperar em regiões fora de sua área de distribuição normal. Exemplos disto incluem a raposa voadora de cabeça cinzenta (Pteropus poliocephalus  e a lagartixa doméstica comum (Hemidactylus frenatus).
Em climas temperados, as ilhas de calor urbanas prolongarão a estação de crescimento, alterando assim as estratégias de reprodução das espécies habitantes.
Esses fenômenos causados pelas cidades alteraram o processo de seleção natural. Pressões seletivas naturais como a variação temporal em alimentos, predação e água são relaxadas, fazendo com que um novo conjunto de forças seletivas se manifeste. Por exemplo, em habitats urbanos, os insetos são mais abundantes do que em áreas rurais. Os insetos são ectotérmicos. Isso significa que eles dependem da temperatura do ambiente para controlar a temperatura corporal, tornando os climas mais quentes da cidade perfeitos para sua proliferação. Um estudo feito em Raleigh, Carolina do Norte, com Parthenolecanium quercifex (escamas de carvalho), mostrou que essa espécie em particular preferia climas mais quentes e, portanto, era encontrada em maior abundância em habitats urbanos do que em carvalhos em habitats rurais. Com o tempo que passaram vivendo em habitats urbanos, elas se adaptaram para prosperar em climas mais quentes do que em climas mais frios.

### Sobre o uso de energia para resfriamento

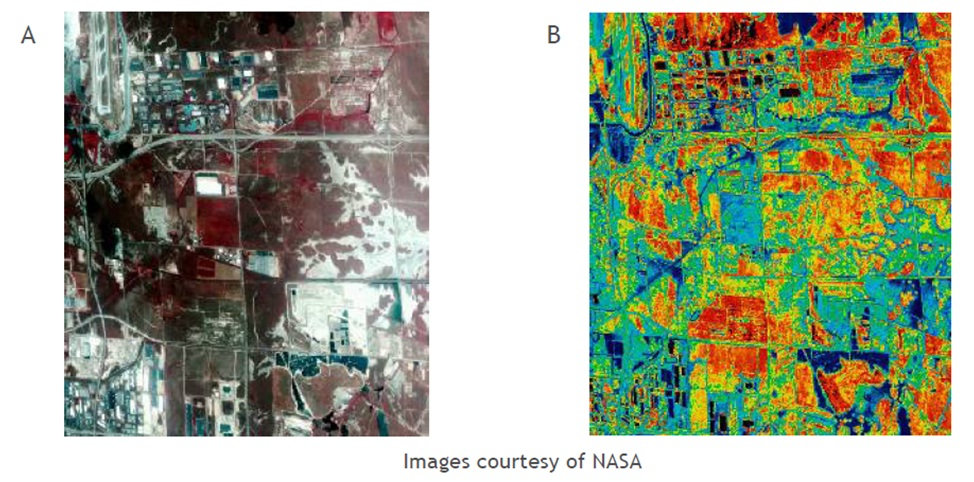
Imagens de Salt Lake City mostram correlação positiva entre telhados brancos refletivos e temperaturas mais baixas. A imagem A mostra uma vista aérea de Salt Lake City, Utah. A imagem B é uma imagem infravermelha térmica da mesma área, mostrando pontos quentes (vermelho e amarelo) e frios (verde e azul).

Outra consequência das ilhas de calor urbanas é o aumento de energia necessária para o uso do ar condicionado e refrigeração em cidades que estão em climas relativamente quentes. O este efeito custa a cidades como Los Angeles cerca de 100 milhões de dólares por ano em energia (no ano 2000). Através da implementação de estratégias de redução desse fenômeno, foram calculadas economias anuais significativas de energia líquida para locais do norte, como Chicago, Salt Lake City e Toronto.
Todos os anos, nos EUA, 15% da energia é destinada ao ar condicionado de edifícios. Foi relatado em 1998 que "a procura por ar condicionado aumentou 10% nos últimos 40 anos".
O aumento no uso do ar condicionado também piora os efeitos das ICs à noite. Embora noites mais frias geralmente sejam um alívio das ondas de calor durante o dia, o calor residual criado pelo uso de sistemas de ar condicionado pode levar a temperaturas noturnas mais altas. Segundo um estudo do professor Francisco Salamanca Palou e colegas, esse calor residual pode causar aumentos noturnos de até 1 °C em áreas urbanas.

## Opções para reduzir os efeitos das ilhas de calor

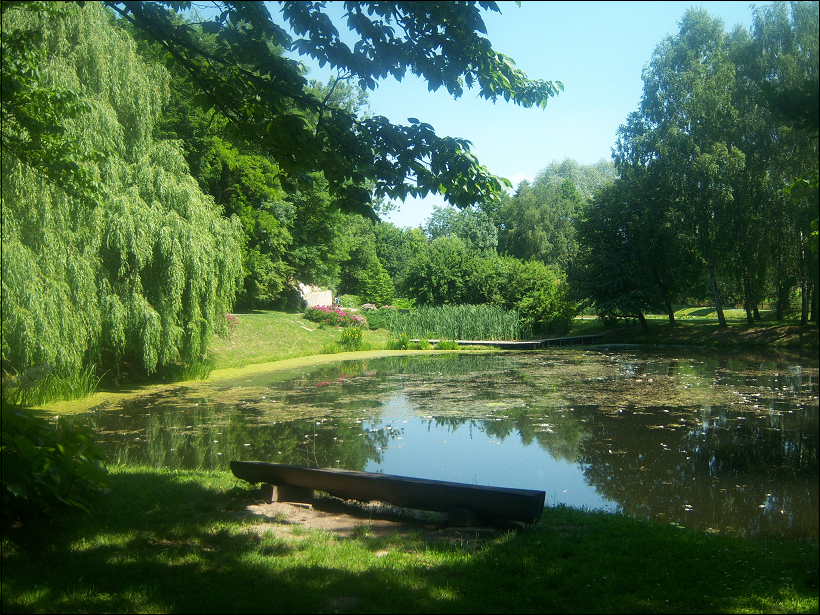
Jardim Botânico em Lublin, Polônia

As estratégias para melhorar a resiliência urbana através da redução do calor excessivo nas cidades incluem: Plantar árvores nas cidades, "telhados frescos" (pintados de branco ou com revestimento refletor) e betão de cor clara, infraestruturas verdes (incluindo telhados verdes) e arrefecimento radiativo passivo durante o dia.
A diferença de temperatura entre as áreas urbanas e as áreas suburbanas ou rurais circundantes pode ser de até 5 °C. Quase 40% desse aumento se deve à prevalência de telhados escuros, enquanto o restante vem de pavimentos de cor escura e da presença cada vez menor de vegetação. O efeito de ilha de calor pode ser ligeiramente neutralizado através da utilização de materiais brancos ou refletores para construir casas, telhados, pavimentos e estradas, aumentando assim o albedo global da cidade.

### Plantando árvores nas cidades
Plantar árvores ao redor da cidade pode ser outra maneira de aumentar o albedo e diminuir o efeito de ilha de calor urbana. É recomendável plantar árvores de folha caduca porque elas podem proporcionar muitos benefícios, como mais sombra no verão e não bloquear o calor no inverno. As árvores são uma característica necessária no combate à maior parte desse efeito porque reduzem a temperatura do ar em pelo menos 5.6 °C, e proporcionam temperaturas na superfície de 11 até 25 °C.

### Telhados frios e concreto de cor clara

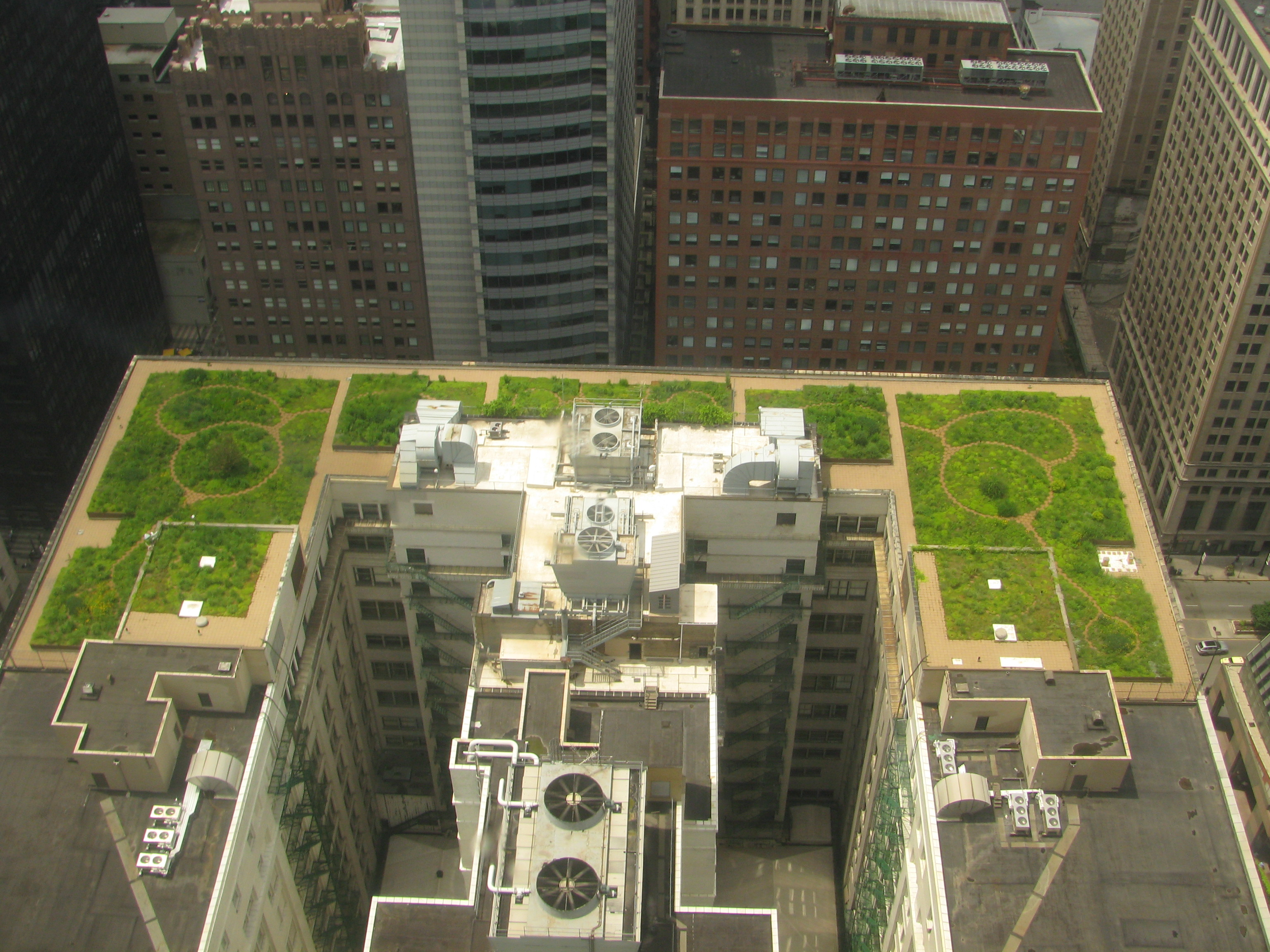
Telhado verde da Prefeitura de Chicago

Pintar os telhados de branco tornou-se uma estratégia comum para reduzir o efeito de ilha de calor. Nas cidades, existem muitas superfícies de cor escura que absorvem o calor do sol, diminuindo o albedo da cidade. Os telhados brancos permitem alta refletância solar e alta emitância solar, aumentando o albedo da cidade ou área onde o efeito está ocorrendo.
Além disso, cobrir telhados com um revestimento refletivo demonstrou ser uma medida eficaz para reduzir o ganho de calor solar. Um estudo liderado por Oscar Brousse, do University College London, que simulou o impacto de várias medidas de resfriamento em Londres, descobriu que os telhados, pintados de branco ou com revestimento refletivo, provaram ser a solução mais eficaz para reduzir as temperaturas externas no nível de pedestres, superando painéis solares, telhados verdes e cobertura de árvores. O estudo simulou o impacto de várias medidas de resfriamento em Londres durante uma onda de calor em 2018, descobrindo que os chamados telhados frios poderiam reduzir as temperaturas médias externas em 1,2 °C e até 2 °C em certas áreas. Em comparação, a cobertura adicional de árvores reduziu as temperaturas em 0,3 °C e painéis solares em 0,5° C.
Em relação à solução de outras causas do problema, a substituição de telhados escuros exige o menor investimento para o retorno mais imediato. Um telhado frio feito de um material refletivo, como vinil, reflete pelo menos 75% dos raios solares e emite pelo menos 70% da radiação solar absorvida pelo envoltório do edifício. Em comparação, os telhados construídos com asfalto (BUR) refletem entre 6% e 26% da radiação solar.
O uso de concreto de cor clara demonstrou ser eficaz na reflexão de até 50% mais luz do que o asfalto e na redução da temperatura ambiente. Um baixo valor de albedo, característico do asfalto preto, absorve uma grande porcentagem do calor solar, criando temperaturas mais altas perto da superfície. A pavimentação com concreto de cor clara, além da substituição do asfalto por concreto de cor clara, pode permitir que as comunidades reduzam as temperaturas médias. No entanto, a investigação sobre a interação entre pavimentos refletores e edifícios concluiu que, a menos que os edifícios próximos estejam equipados com vidro refletor, a radiação solar refletida nos pavimentos de cor clara pode aumentar as temperaturas dos edifícios, aumentando as necessidades de ar condicionado.
Existem formulações de tintas específicas para resfriamento radiativo diurno que refletem até 98,1% da luz solar.

### Infraestrutura verde

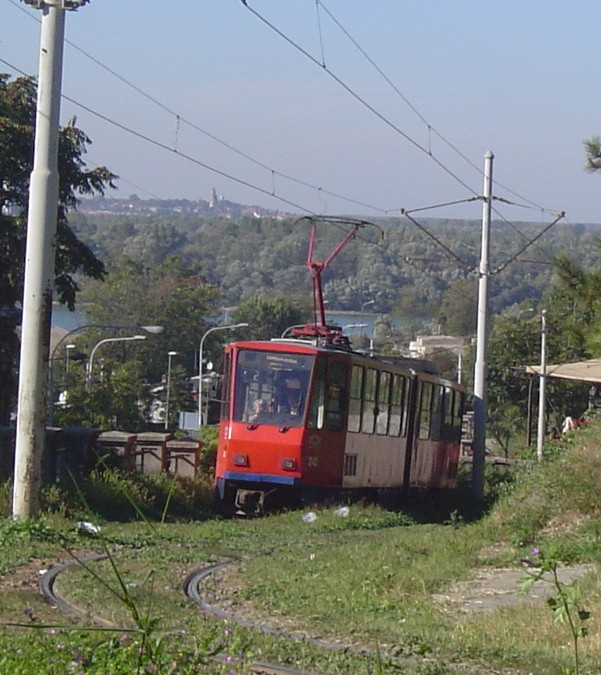
Trilhos de "bonde verde" em Belgrado, Sérvia

Telhados verdes são excelentes isolantes durante os meses quentes além do resfriamento que as plantas promovem ao redor. As plantas também podem melhorar a qualidade do ar, pois absorvem dióxido de carbono e produzem concomitantemente oxigênio. Os telhados verdes também podem ter impactos positivos na gestão de águas pluviais e no consumo de energia. O custo pode ser uma barreira à implementação de um telhado verde. Vários fatores influenciam o custo de um telhado verde, incluindo o projeto e a profundidade do solo, a localização e o preço da mão de obra e do equipamento nesse mercado, que normalmente é menor em mercados mais desenvolvidos, onde há mais experiência no projeto e na instalação de telhados verdes. O contexto individualizado de cada telhado verde apresenta um desafio para fazer comparações e avaliações amplas, e focar apenas nos custos monetários pode deixar de fora os benefícios sociais, ambientais e de saúde pública que os telhados verdes proporcionam. As comparações globais do desempenho dos telhados verdes são ainda mais desafiadas pela falta de uma estrutura partilhada para fazer tais comparações.
O gerenciamento de águas pluviais é outra opção para ajudar a mitigar o efeito da ilha de calor urbana. A gestão de águas pluviais consiste no controle da água produzida pela tempestade de forma a proteger a propriedade e a infraestrutura. A infraestrutura urbana, como ruas, calçadas e estacionamentos, não permite que a água penetre na superfície da terra, causando inundações. Ao usar o gerenciamento de águas pluviais, o fluxo de água pode ser controlado, mitigando esse efeito. Uma maneira é usar uma técnica de gerenciamento de águas pluviais chamada sistema de pavimento permeável (SPP). Essa técnica foi usada em mais de 30 países e se mostrou bem-sucedida no gerenciamento de águas pluviais e na mitigação da IC. O SPP permite que a água flua através do pavimento, permitindo que a água seja absorvida, fazendo com que a área seja resfriada pela evaporação.

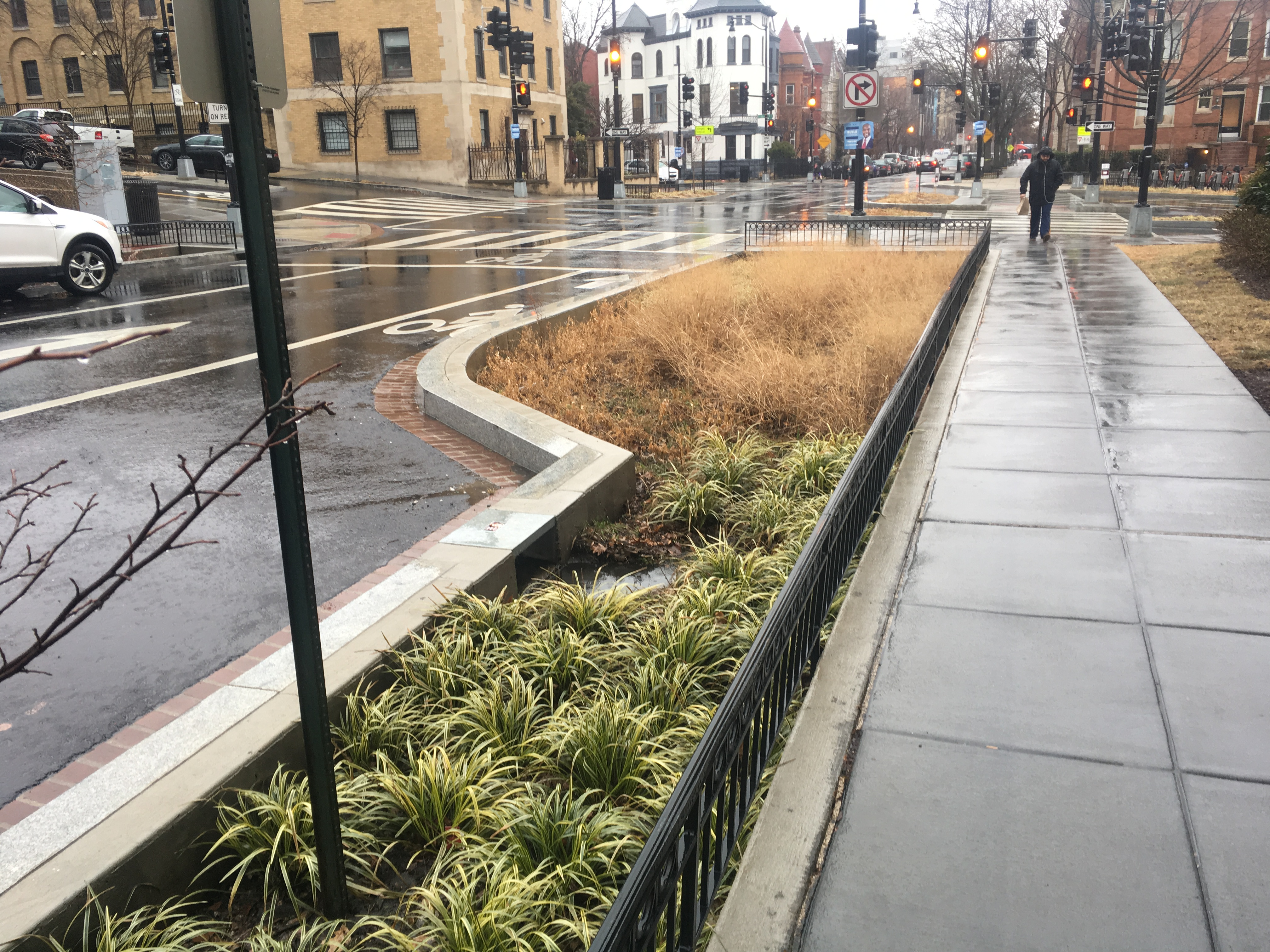
O escoamento da vizinhança fluindo para uma biovale adjacente.

Infraestrutura verde ou infraestrutura azul-verde refere-se a uma rede que fornece os “ingredientes” para resolver desafios urbanos e climáticos através da construção com a natureza. Os principais componentes desta abordagem incluem a gestão de águas pluviais, adaptação climática, a redução do estresse térmico, aumento da biodiversidade, produção de alimentos, melhor qualidade do ar, produção sustentável de energia, água limpa e solos saudáveis, bem como funções mais antropocêntricas, como o aumento da qualidade de vida através da recreação e da provisão de sombra e abrigo dentro e ao redor das vilas e cidades. A infraestrutura verde também serve para fornecer uma estrutura ecológica para a saúde social, económica e ambiental do ambiente. Mais recentemente, acadêmicos e ativistas também apelaram para infra-estruturas verdes que promovam a inclusão social e a equidade, em vez de reforçar estruturas preexistentes de acesso desigual a serviços baseados na natureza.

### Resfriamento radiativo diurno passivo
Uma aplicação de resfriamento radiativo passivo durante o dia no telhado pode dobrar a economia de energia de um telhado branco, atribuída à alta refletância solar e emitância térmica na janela infravermelha, com o maior potencial de resfriamento em cidades quentes e secas, como Phoenix e Las Vegas. Quando instalados em telhados em áreas urbanas densas, os painéis de resfriamento radiativo diurno passivo podem reduzir significativamente as temperaturas da superfície externa no nível do pedestre.

## Sociedade e cultura

### História da pesquisa
O fenômeno foi investigado e descrito pela primeira vez por Luke Howard na década de 1810, embora ele não tenha sido o responsável por nomeá-lo. Uma descrição do primeiro relatório da IC por Luke Howard disse que o centro urbano de Londres era mais quente à noite do que a zona rural circundante em 3.7 °C.

Em 1929, Albert Peppler usou o termo em uma publicação alemã que se acredita ser a primeira instância de um equivalente a ilha de calor urbana: städtische Wärmeinsel (que é ilha de calor em alemão). Entre 1990 e 2000, foram publicados anualmente cerca de 30 estudos; em 2010, esse número aumentou para 100 e, em 2015, era mais de 300.
Leonard O. Myrup publicou o primeiro tratamento numérico abrangente para prever os efeitos da ilha de calor urbana (ICU) em 1969.

### Aspectos da desigualdade social
Alguns estudos sugerem que os efeitos da ilha de calor na saúde podem ser desproporcionais, uma vez que os impactos podem ser distribuídos de forma desigual com base numa variedade de fatores como a idade, a etnia e o posição social. Isso levanta a possibilidade de que os impactos à saúde causados por esse fenômeno sejam uma questão de justiça ambiental. Estudos demonstraram que as comunidades de cor nos Estados Unidos foram desproporcionalmente afetadas pela ilha de calor.
Existe uma correlação entre a renda do bairro e a cobertura das copas das árvores. Os bairros de baixa renda tendem a ter significativamente menos árvores do que os bairros com rendas mais altas. Os pesquisadores levantaram a hipótese de que bairros menos favorecidos não têm recursos financeiros para plantar e manter árvores. Os bairros ricos podem dar-se ao luxo de ter mais árvores, tanto em “propriedades públicas como privadas”. Uma razão para esta discrepância é que os proprietários e as comunidades mais ricas podem pagar mais terras, que podem ser mantidas abertas como espaços verdes, enquanto as habitações mais pobres assumem frequentemente a forma de arrendamentos, onde os proprietários tentam maximizar os seus lucros colocando a maior densidade habitacional possível nas suas terras.

### Diretor de calor
A partir da década de 2020, várias cidades em todo o mundo começaram a criar cargos de Diretor de calor para organizar e gerir o trabalho de neutralização do efeito de ilha de calor.